# Влюблённые (фильм, 1969)
«Влюблённые» — советский фильм режиссёра Эльёра Мухитдиновича Ишмухамедова, снятый по сценарию Одельша Агишева в 1969 году. В фильме снимались такие актёры, как Анастасия Вертинская, Родион Нахапетов и Рустам Сагдуллаев.
В 2004 году Эльёр Ишмухамедов снял продолжение фильма «Влюблённые» — «Влюблённые. Фильм второй». В нём рассказывается о судьбе героев через 25 лет.

## Сюжет
Действие фильма происходит в Ташкенте. Главный герой, Родин, по собственной инициативе расстаётся с девушкой, которая его не любит, и тяжело переживает разлуку. Рустам, второй герой, влюблён, талантлив и успешен. Третий герой, грек по происхождению, находит свою мать и сестру и возвращается на Родину.

## В ролях
- Анастасия Вертинская — Таня
- Родион Нахапетов — Родин
- Рустам Сагдуллаев — Рустам
- Шухрат Иргашев — Шухрат, возлюбленный Тани
- Карен Хачатурян — Татос
- Гюзель Апанаева — Гузаль, возлюбленная (впоследствии — жена) Рустама
- Джавлон Хамраев — рабочий
- Гани Агзамов — милиционер
- Бахтиёр Ихтияров — приятель Сани
- Хамза Умаров — отец Рустама

## Отзывы
По словам Одельша Агишева, написавшего сценарий фильма, он и режиссёр фильма Эльёр Ишмухамедов сняли фильм о себе:

Мы искали черты, сами являясь такими (я — татарин по крови), человека по национальности ташкентец. Тасос — грек, Родин — отец — узбек, мама — украинка, Рустам как бы с татарской примесью, Санджар — чистый узбек. Вот эта замесь. Это был некий как бы конгломерат, прокалённый советской действительностью, когда со времён войны поровну разделялись трудности и преодолевались с помощью необыкновенного гостеприимства узбекского народа, которое у них в крови. Вот это в Ташкенте всё было.— Одельша Агишев
Кинокритик Вита Рамм описывает фильм как позитивный фильм о молодости:

На экране молодость 1960-х. Действие происходит в многонациональном Ташкенте. Много солнца, улыбок, почти все персонажи одеты в белое и постоянно улыбаются. Сценарист Одельша Агишев убеждает зрителя, что герои прежде всего влюблены в саму жизнь. Светлые и печальные истории троих друзей — Родина, Рустама и Тасоса — сопровождает яркая музыка украинского композитора Богдана Троцюка. А режиссёр Эльёр Ишмухамедов и оператор Гасан Тутунов навсегда сохранили для нас прекрасные молодые лица Анастасии Вертинской, Родиона Нахапетова, Рустама Сагдуллаева, Гюзель Апанаевой, Карена Хачатуряна.— Вита Рамм. Известия.
В ежегоднике «Экран» (1970) констатировалось, что «фильм получился светлый, жизнеутверждающий, истинно поэтический», «атмосфера кинофильма — это атмосфера доброты».
Киновед Ольга Суркова писала: «Обилие воздуха в кадре, прозрачного и освежающего, насыщенного солнцем, чистота воды, играющей бриллиантами летящих брызг, простор и свободное, лёгкое изящество несколько условно решённых интерьеров (всё главное в фильме происходит на улице) — всё это создает образ среды, в которой живут герои картины, образ, порождающий общее ощущение, определяемое критиками как „радостное, светлое настроение“. „Влюблённые“ — фильм, который следует отнести к поэтическому направлению нашего киноискусства».
Кинокритик Сергей Кудрявцев назвал фильм своеобразным продолжением предыдущей картины режиссёра Эльёра Ишмухамедова «Нежность». Он также считал, что для актёра Родиона Нахапетова образ, сыгранный в фильме «Влюблённые», — это «нравственный итог в поиске современного героя конца 60-х годов, характер, в котором отдельные найденные черты молодого современника сводятся в одно целое».
Киновед Кирилл Разлогов отмечал, что сам лирически-непритязательный тон картин «Нежность» и «Влюблённые» уводил зрителя от канонов соцреализма.

## Музыка
В этом фильме впервые на советском экране прозвучала мелодия из знаменитой песни «Little Man» Сонни и Шер (по сюжету эту музыку играют музыканты в ресторане).

## Награды
- 1970 — IV Всесоюзный кинофестиваль[5]:
  - диплом и премия за лучшую режиссуру (Эльёр Ишмухамедов)
  - приз журнала «Советский экран» — творческому коллективу фильма